# Kfarmatta

Kfar Matta ou (arabe : كفرمتى) est un village libanais situé dans le caza d'Aley au Mont-Liban.

## Personnalités liées à Kfarmatta
- Amin Ali Nasser ad-Din (1876-1953), journaliste, romancier et linguiste libanais.